# Osiny (powiat gostyniński)
Osiny – wieś sołecka w Polsce położona w województwie mazowieckim, w powiecie gostynińskim, w gminie Gostynin.
| SIMC    | Nazwa   | Rodzaj    |
| ------- | ------- | --------- |
| 0564731 | Dendyja | część wsi |
| 0999541 | Wąwrowa | część wsi |

Na obszarze Osin znajduje się dawna osada holenderska założona w końcu XVIII wieku - Dendyja. W 1827 roku mieszkały w niej 62 osoby. Po 1969 została włączona do wsi Osiny. Obecnie brak jakichkolwiek świadectw obecności kolonistów w tym miejscu.
W latach 1975–1998 miejscowość należała administracyjnie do województwa płockiego.